# Ороно (переписна місцевість, Мен)
Ороно (англ. Orono) — переписна місцевість (CDP) в США, в окрузі Пенобскот штату Мен. Населення — 10 185 осіб (2020).

## Географія
Ороно розташоване за координатами 44°52′42″ пн. ш. 68°41′17″ зх. д. / 44.87833° пн. ш. 68.68806° зх. д. (44.878265, -68.688136).  За даними Бюро перепису населення США в 2010 році переписна місцевість мала площу 19,98 км², з яких 18,27 км² — суходіл та 1,71 км² — водойми.

## Демографія
Згідно з переписом 2010 року, у переписній місцевості мешкали 9474 особи в 2464 домогосподарствах у складі 982 родин. Густота населення становила 474 особи/км².  Було 2624 помешкання (131/км²).
Расовий склад населення:
| - 93,7 % — білих - 2,0 % — азіатів - 1,2 % — чорних або афроамериканців - 1,1 % — корінних американців |

До двох чи більше рас належало 1,6 %. Частка іспаномовних становила 1,5 % від усіх жителів.
За віковим діапазоном населення розподілялося таким чином: 7,3 % — особи молодші 18 років, 82,4 % — особи у віці 18—64 років, 10,3 % — особи у віці 65 років та старші. Медіана віку мешканця становила 21,6 року. На 100 осіб жіночої статі у переписній місцевості припадало 107,9 чоловіків;  на 100 жінок у віці від 18 років та старших — 107,8 чоловіків також старших 18 років.
Середній дохід на одне домашнє господарство  становив 62 606 доларів США (медіана — 39 464), а середній дохід на одну сім'ю — 100 004 долари (медіана — 88 261). Медіана доходів становила 49 444 долари для чоловіків та 41 797 доларів для жінок. За межею бідності перебувало 31,9 % осіб, у тому числі 8,2 % дітей у віці до 18 років та 13,2 % осіб у віці 65 років та старших.
Цивільне працевлаштоване населення становило 4084 особи. Основні галузі зайнятості: освіта, охорона здоров'я та соціальна допомога — 51,5 %, мистецтво, розваги та відпочинок — 16,7 %, роздрібна торгівля — 11,8 %.